# Fasori evangélikus templom
A fasori evangélikus templom Budapest VII. kerületében a Városligeti fasor és a Bajza utca sarkán áll. A főváros legdíszesebb protestáns temploma, a Deák téri evangélikus templom után a második legnagyobb evangélikus templom Budapesten. Egy épülettömböt alkot a fasori evangélikus gimnázium épületével.

## Leírása
A templom neogótikus stílusú, kéthajós épület. Tornya a főhajó mellett áll, 55 méter magas, és három harang található benne, melyek közül a legnagyobb 710 kilogrammos, a középső 270, a legkisebb 150 kilogramm súlyú. A nagyharang 1999-ben készült a második világháborúba elvitt 550 kilogrammos nagyharang helyett. Kapuja fölött Róth Miksa mozaikja látható: „Krisztus és a gyermekek”, valamint a szintén általa alkotott öt méter átmérőjű rózsaablak.
A két hajót monumentális oszlop választja el, a falakat növényi motívumokkal mintázott pillérek és vékony oszlopok díszítik. Az oltárképet Benczúr Gyula festette 1913-ban, témája: „A napkeleti bölcsek hódolása a kisded Jézus előtt”. Az oltár mögött három táblából álló, 21 négyzetméteres festett üvegablak Krisztust és a négy evangélistát ábrázolja. A kétmanuálos orgonát a pécsi Angster cég készítette 1906-ban, 1989-ben 21 regiszteresre bővítették.

## Története
A pesti evangélikusok a 19. század végén új gimnázium építését határozták el, helyszínül a kertes villákkal övezett Városligeti fasort választották. 1903-ban vásárolták meg a telket. Ugyanebben az évben pályázatot írtak ki, ekkor már egy gimnázium és egy templom épületegyüttesének megtervezésére. Nyolc pályamű érkezett be, de a bíráló bizottság egyiket sem ítélte megvalósítandónak. Végül Pecz Samut kérték fel a végleges tervek elkészítésére, amik alapján 1903 nyarán el is kezdődött az építkezés. A gimnázium 1904 decemberére készült el, a templom pedig 1905-re. 1905. október 8-án szentelték fel.
A fasori templom volt az első budapesti evangélikus templom, melyben csak magyar nyelven folytak az istentiszteletek.
Budapest ostromakor megsemmisültek a Róth Miksa által festett üvegablakok és megsérült a toronyóra. 
1973-74-ben teljes belső, 1996-ban pedig külső felújításra került sor.
Az üvegablakok pótlását Kiss Miklós üvegművész végezte 1997-ben, 1999-ben és 2002-ben.

## Külső hivatkozások
- A gyülekezet honlapja
- A templom története
- A templom leírása az evangélikus egyház honlapján